# Argentina Brunetti
Argentina Josefina Ángela Ferraù de Brunetti (Buenos Aires, 31 de agosto de 1907 — Roma, 20 de diciembre de 2005) fue una actriz y escritora argentina. Su nombre real era Argentina Ferrau; era hija de Vincenzo Ferrau y Mimi Aguglia, pero usaba el apellido de su esposo, Miro Brunetti. Comenzó su carrera a los tres años en la ópera Cavalleria Rusticana siguiendo a su famosa madre, en su profesión teatral por Europa y Sudamérica.
En 1937, trabajó para la MGM y comenzó a doblar las voces de Jeanette MacDonald y de Norma Shearer al italiano. Luego fue locutora de la Voice of America, donde entrevistaba a estrellas estadounidenses en Italia. Al mismo tiempo realizó su debut fílmico en Qué bello es vivir (It's a Wonderful Life) (1946), como la Srta. Martini. Tras su muerte, la única sobreviviente del elenco actoral de esa película fue Virginia Patton (que encarnó a Ruth Bailey) hasta su fallecimiento en 2022 a los 97 años de edad. 
Fue además escritora y productora en shows diarios en radio y miembro de la Asociación de la Prensa Extranjera de Hollywood. Escribió numerosos artículos sobre personalidades de Hollywood, libros, música y actuó en 57 programas de TV y en 68 filmes, haciendo roles multiétnicos. 
Tenía un weblog semanal en Internet, "Argentina Brunetti's Hollywood Stories", que su hijo planea continuar, y había escrito una novela biográfica llamada In Sicilian Company.
Continuó actuando hasta bien avanzados sus 90 años, haciendo de pariente que venía desde Europa a visitar a la familia Barone en Todos aman a Raymond.
Se mudó a Roma en 2004 para estar con su familia. En esa ciudad, falleció de causas naturales el 20 de diciembre de 2005. Tenía 98 años.

## Películas y series de TV
- The 4th Tenor - 2002. Vecina.
- Kojak - episodio "Deadly Innocence" - 1974 - Christina.
- Serie El Gran Chaparral y El Zorro.
- Sierra prohibida - 1966.
- El rastro del asesino (The Midnight Story) - 1957
- La ley de los fuertes - 1956.
- Los implacables - 1955.
- Horizontes azules - 1954.
- El Capitán King - 1953.
- Mi prima Raquel (My Cousin Rachel) - 1952.
- La fuerza de las armas - 1951.
- El gran Caruso - 1951. Como Mrs. Barretto.
- Flecha rota - 1950. Como Nalikadeya, esposa de Cochise.
- Odio entre hermanos - 1949.
- Llamad a cualquier puerta - 1949.
- California - 1946.
- Qué bello es vivir - 1946. Como Mrs. Martini.
- Gilda - 1946 - cameo.